# Коренова длака
Коренова длака је цевасти, танкозидни израштај корена који има улогу апсорпције воде и минерала из подлоге. Заправо, коренове длаке повећавају апсорпциону површину корена. Опстају неколико дана и не развијају се у корен. Све време се стварају одмах одмах иза врха корена. Оне расту у околно земљиште неколико милиметара. Свака од њих се састоји из једне ћелије. При врху корена митоза ћелија је веома активна како би се створиле нове ћелије које ће дати нове длаке, јер старе одумиру.

## Постанак
Коренове длаке се формирају из епиблемских ћелија и то оних које су мање од осталих, имају гушћу цитоплазму и полиплоидна једра. Такве ћелије се називају трихобласте. На њима се најпре створи израштај, који расте, односно издужује се. У њему је гушћа цитоплазма и ту је једро, а у самој ћелији остаје вакуола са ретком цитоплазмом. У почетку је ћелијски зид од амилоида, што олакшава растење коренове длаке, а касније постаје целулозан и слузав. Коренова длака увек остаје спојена са ћелијом из које је настала, што се објашњава тиме да је транспорт супстанци бржи.

## Карактеристике
Облик коренове длаке зависи од средине где се развија. У води или на ваздуху имаће цилиндричан, негранати облик, а у земљишту пљоснат и режњевит, јер режњеви обухватају честице земље како би се лакше црпели вода и минерали. Дужина им варира од 0,1 до 8 мм, а дебљина им је веома мала и мери се у микронима. Број длака по јединици површине зависи од врсте биљке и самим тим и апсорпциона површина. Дужина живота такође зависи од врсте и код неких износи до 20 дана.

## Улоге
Примарна улога је упијање воде и у њој растворених супстанци, али су оне способне да искоришћавају и чврсте партикуле које растварају угљеном киселином, а при недостатку кисеоника и сирћетном и мрављом које могу да стварају, а што може да се докаже експерименталним путем. Коренове длаке такође учествују и у причвршћивању биљке за подлогу, што је нарочито погодно код младих биљака чије је корење још увек плитко. Оне помажу и раст корена кроз чврсту подлогу која пружа више отпора и што је подлога чвршћа, оне расту ближе врху корена.